# Jessabelle
Jesabelle es una película estadounidense del año 2014 dirigida por Kevin Greutert y escrita por Ben Garant. La película es protagonizada por Sarah Snook, Mark Webber, Joelle Carter, David Andrews, Amber Stevens y Ana de la Reguera. Fue estrenada el 7 de noviembre de 2014.

## Premisa
Al regresar a su casa de niñez en Luisiana para recuperarse de un accidente de coche, Jessabelle se enfrenta cara a cara con un espíritu atormentado que ha estado esperando su regreso, y no tiene intenciones de dejarla escapar.

## Argumento
Jessie, quien está embarazada, está a punto de mudarse a la casa de su prometido, Mark, cuando su auto es atropellado por un camión justo cuando estaban retrocediendo desde el camino de entrada, matando a Mark y provocando el aborto espontáneo de Jessie. Dos meses después, Jessie, que ahora usa una silla de ruedas, se muda con su padre, Leon, del que está separado, en St. Francisville, Luisiana. Ella vive en el antiguo dormitorio de su madre. Su madre, Kate, murió debido a un tumor cerebral poco después de su nacimiento, y Leon posteriormente la dejó para que la criara su tía.
Un día, Jessie encuentra una caja que contiene cuatro cintas de vídeo filmadas por Kate. Dirigiéndose a Jessie por su nombre completo, la felicita por su cumpleaños número 18 y le da una lectura de tarot sobre la Muerte que habla de una transición, que le enseñó una amiga a quien conoció en una iglesia local. Kate advierte que una presencia no deseada está persiguiendo a Jessie, una lectura que resulta ser cierta, ya que Jessie siente que una mujer demacrada de cabello negro la está persiguiendo desde que regresó a la casa de su padre. Jessie también tiene un sueño vívido en el que su madre la ata a una cama y es testigo de un ritual vudú en donde la sangre que fluye hacia un respirador la ahoga. Leon intenta repetidamente disuadir a Jessie de ver las cintas rompiendo la primera y arrojando la silla de ruedas de Jessie al pantano.
Un día, Jessie tiene un encuentro aterrador en la bañera con la misma mujer durante una sesión de fisioterapia. Después de subir a Jessie a la vieja silla de ruedas de Kate, Leon obliga a su fisioterapeuta a salir de la casa. Después de decirle a Jessie que la Kate de las cintas no es su madre debido a los tumores que tenía, Leon intenta quemar todas las cintas, pero una fuerza sobrenatural lo quema vivo dentro del cobertizo del jardín.
Durante el funeral de Leon, Jessie se reúne con su amigo de la secundaria, Preston, pero colapsa después de ver a un hombre gravemente quemado (Vaughan Wilson). Después de que Preston deja de atender a Jessie, mira la tercera cinta, que se centró en Leon y Kate en una excursión y su fiesta de Navidad con el anuncio del embarazo de esta última, y la cuarta cinta, en la que se centró en las lecturas de tarot predichas. y Kate gritando entre lágrimas "¡Estás muerta!" antes de que se cortara el metraje. Después de ver la cinta, Jessie ve a la mujer detrás de ella en el espejo. Luego, el espejo se rompe y Jessie descubre un pequeño compartimento secreto que contiene una cinta (que no se encontró en la caja) sin etiqueta que decide no ver. Al día siguiente, Jessie y Preston cruzan un pantano cercano, del que Jessie sospecha desde que observó luces brillantes y llamas que aparecían allí. Los dos descubren íconos y efectos vudú, así como una tumba de "Jessabelle" con el esqueleto de un bebé, fechada en el cumpleaños de Jessie, que entregan al Sheriff Pruitt para que realice pruebas de ADN. Jessie y Preston luego visitan la casa de la Sra. Davis, la madre de uno de sus amigos y ex cocinera de la familia Laurent, quien habla sobre Moses Harper, el amigo de Kate de su iglesia antes mencionado que se menciona en la segunda cinta. Pensando que Moisés puede estar involucrado en sucesos sobrenaturales, los dos se dirigen al santuario vudú de Moisés en una iglesia en ruinas, pero son atacados por un grupo de hombres que los obligan a irse.
Los dos regresan a la casa de Jessie donde Preston confiesa que, a pesar de estar casado, está enamorado de Jessie. Preston se ofrece a dejar que Jessie viva con su madre, lo cual ella acepta. Justo antes de que Jessie pueda terminar de hacer las maletas; Preston es atacado por la mujer fantasmal y queda inconsciente.
Ahora que se queda sola, Jessie lleva a cabo un ritual para convocar a la mujer. Después del ritual, Pruitt llama a Jessie y le informa que el bebé era hija de Kate, pero no de Leon. Ella reproduce la cinta en blanco que presenta a Kate lanzando un encantamiento vudú a una niña blanca recién nacida y suicidándose con un disparo, no sin antes gritar entre lágrimas que Jessabelle y su padre Moses están muertos, intentando asfixiar a la niña con una almohada y cambiando de opinión. para realizar el encantamiento. Jessie se enfrenta al espíritu de Kate y se da cuenta de la verdad que su "padre" le ocultaba: los videos filmados eran para Jessabelle, quien era hija de Kate y Moses producto de una relación interracial en la misma iglesia mencionada en la segunda cinta. Jessabelle fue asesinada la noche de su nacimiento, junto con su padre, por León. Esa noche, Leon regañó a Kate por serle infiel, levantó a Jessabelle de su cuna y le partió la columna por la mitad. Después de que Kate se lamenta mientras sostiene el cuerpo ahora sin vida de su hija, Leon empujó un cochecito de bebé que llevaba su cuerpo sin vida y una muñeca de porcelana dentro del pantano, cargándolo con piedras para evitar que resurgiera. Luego, Leon condujo hasta la iglesia de Kate y Moses, donde le disparó a Moses y prendió fuego al edificio, dejando a Moses por muerto en la iglesia en llamas. Jessie se da cuenta de que ella es la presencia no deseada, siendo la niña blanca recién nacida adoptada por Leon esa misma noche para encubrir los asesinatos.
Jurando venganza, Kate y Moses planearon transferir el espíritu de Jessabelle a Jessie. Jessie es empujada por los espíritus de Kate y Moses hacia el pantano y dentro de él, donde el espíritu birracial de Jessabelle nada y toma el brazalete de su madre, resurgiendo en el mismo cuerpo físico blanco de Jessie. Preston salta para salvarla, ella lo besa y le pide que la lleve a casa. Cuando Pruitt le pregunta a la "señorita Laurent" si se encuentra bien, ella responde "Es Jessabelle".

## Elenco
- Sarah Snook como Jessabelle "Jessie" Laurent.
- Mark Webber como Preston Saunders.
- David Andrews como Leon Laurent.
- Joelle Carter como Kate Laurent.
- Ana de la Reguera como Rosaura
- Amber Stevens como Jessabelle.
- Larisa Oleynik como Samantha Saunders.
- Chris Ellis como Sheriff Pruitt.
- Brian Hallisay como Mark.
- Lucius Baston como Sr. Woods
- Jason Davis como cirujano.
- Paul Shaplin como Actor.
- Barbara Weetman como enfermera Carson.
- Millie Wannamaker como visitante de hospital.
- Christopher Cozort como visitante de hospital.

## Producción
Greutert fue convocado para dirigir Jessabelle un año después del lanzamiento de Saw 3D y después de leer el guion, Greutert aceptó dirigirla. Se intentó empezar la filmación en Luisiana, en donde es la película, pero se trasladaron a Wilmington, Carolina del Norte por no encontrar una ubicación adecuada. 

## Recepción
Las críticas por lo general fueron negativas y tiene un 24% en Rotten Tomatoes. Aunque se puede considerar que fue un éxito comercial, pues multiplicó por 24 la inversión hecha, sólo en taquilla, sin considerar el resto de su comercialización por tv cable, streaming y otros medios.